# خانواده انتخابی
خانواده انتخابی (انگلیسی: Family by Choice؛‏ کره‌ای: 조립식 가족) یک مجموعه تلویزیونی محصول کره جنوبی بر پایه مجموعه تلویزیونی چینی برو جلو (۲۰۲۰) و با بازی هوانگ این یوپ، جونگ چه یون، به هیون سونگ، چوی وون یونگ، چوی مو سونگ، سو جی هه، کیم هه اون و بک اون هه است. این مجموعه از ۹ اکتبر ۲۰۲۴، چهارشنبه‌ها ساعت ۲۰:۵۰ (کی‌اس‌تی) از جی‌تی‌بی‌سی پخش شد. این مجموعه همچنین برای استریم در تیوینگ و نتفلیکس در کره جنوبی و در ویو و ویکی در مناطق منتخب قابل دسترسی است.

## بازیگران

### اصلی
- هوانگ این یوپ در نقش کیم سان ها[۳][۴][۵]
- جونگ چه یون در نقش یون جو وون[۳]
- به هیون سونگ در نقش کانگ هه جون[۶][۳]
- چوی وون یونگ در نقش یون جونگ جه[۷]
- چوی مو سونگ در نقش کیم ده ووک[۷]

- سو جی هه در نقش پارک دال[۸]

## تولید و انتشار

### توسعه
این مجموعه به نویسندگی هونگ شی یونگ، به کارگردانی کیم سونگ هو و تهیه‌کنندگی های‌زیوم استودیو، بیس استودیو و اس‌ال‌ال است. این مجموعه بر پایه مجموعه تلویزیونی چینی برو جلو (۲۰۲۰) است.

### فیلم‌برداری
تیم تولید خانواده انتخابی که فیلم‌برداری مجموعه را به پایان رساند، در ۱۴ ژوئیه ۲۰۲۴ وارد مراحل پس از تولید شد.

### بازیگران
در ۱۳ دسامبر ۲۰۲۳، جی‌تی‌بی‌سی اعلام کرد که حضور هوانگ این یوپ، جونگ چه یون و به هیون سونگ در این مجموعه تأیید شده است.

### انتشار
خانواده انتخابی از ۹ اکتبر ۲۰۲۴، چهارشنبه‌ها ساعت ۲۰:۵۰ (کی‌اس‌تی) از جی‌تی‌بی‌سی پخش شد.